# Ulrich von Zons
Ulrich von Zons (* 11. September 1968 in Wiedenbrück) ist ein deutscher Politiker (AfD) und Rechtsanwalt. Er zog über Listenplatz 21 der AfD Nordrhein-Westfalen in den 21. Deutschen Bundestag ein.

## Leben
Seine Allgemeine Hochschulreife legte er am Gymnasium Johanneum in Wadersloh. Hiernach leistete er seinen Wehrdienst in Hamburg ab.
Von Zons absolvierte ein Studium der Rechtswissenschaften an der Universität Bielefeld und absolvierte sein Referendariat im Bezirk des Landgerichts Bielefeld.
Später war er beruflich als Bankprokurist und Syndikusanwalt in der Finanzbranche tätig. Er arbeitete bei verschiedenen Banken, einem Finanzdienstleister und einer Sparkasse. Zudem war er Forderungsmanager und Wissenschaftlicher Referent bei der AfD-Landtagsfraktion NRW.
Seit 2019 ist er Mitglied der Alternative für Deutschland. Von Zons hat einen Sohn.